# 毛原廃寺跡
座標: 北緯34度38分06.2秒 東経136度02分30.1秒 / 北緯34.635056度 東経136.041694度
毛原廃寺跡（けはらはいじあと）は、奈良県山辺郡山添村毛原にある奈良時代の寺院跡。1926年（大正15年）10月20日に国の史跡に指定され、2021年（令和3年）10月11日に追加指定が行われた。

## 概要
毛原廃寺跡は、金堂・塔・中門・南門などに精巧な加工の施された礎石が遺存する奈良時代の寺跡である。本廃寺跡の北東約3キロメートル、名張川左岸に接する丘陵斜面にある窯跡は、1978年10月に奈良県教育委員会が発掘調査を実施して、出土瓦から毛原廃寺所用瓦を焼成した窯であることが判明したため、1979年に追加指定が行われた。
窯はロストル式平窯で、焼成室の現存する平面規模は幅1.5メートル、奥行1.2メートルをはかり、7本の焔道は奥壁から斜め上方に立ちあがる3本の煙道に接続する。煙道は平瓦を上下に組み合せた構造である。出土した軒瓦は、複弁八葉蓮華文軒丸瓦と均整唐草文軒平瓦各1種で、毛原廃寺跡出土瓦の1型式と一致するものである。
史料上に全く登場しない由緒不明の寺跡であるが、東大寺の寺領内に位置するため、同寺と関わりある寺院ではないかとの説もある。